# St. Petrus (Boxtel)

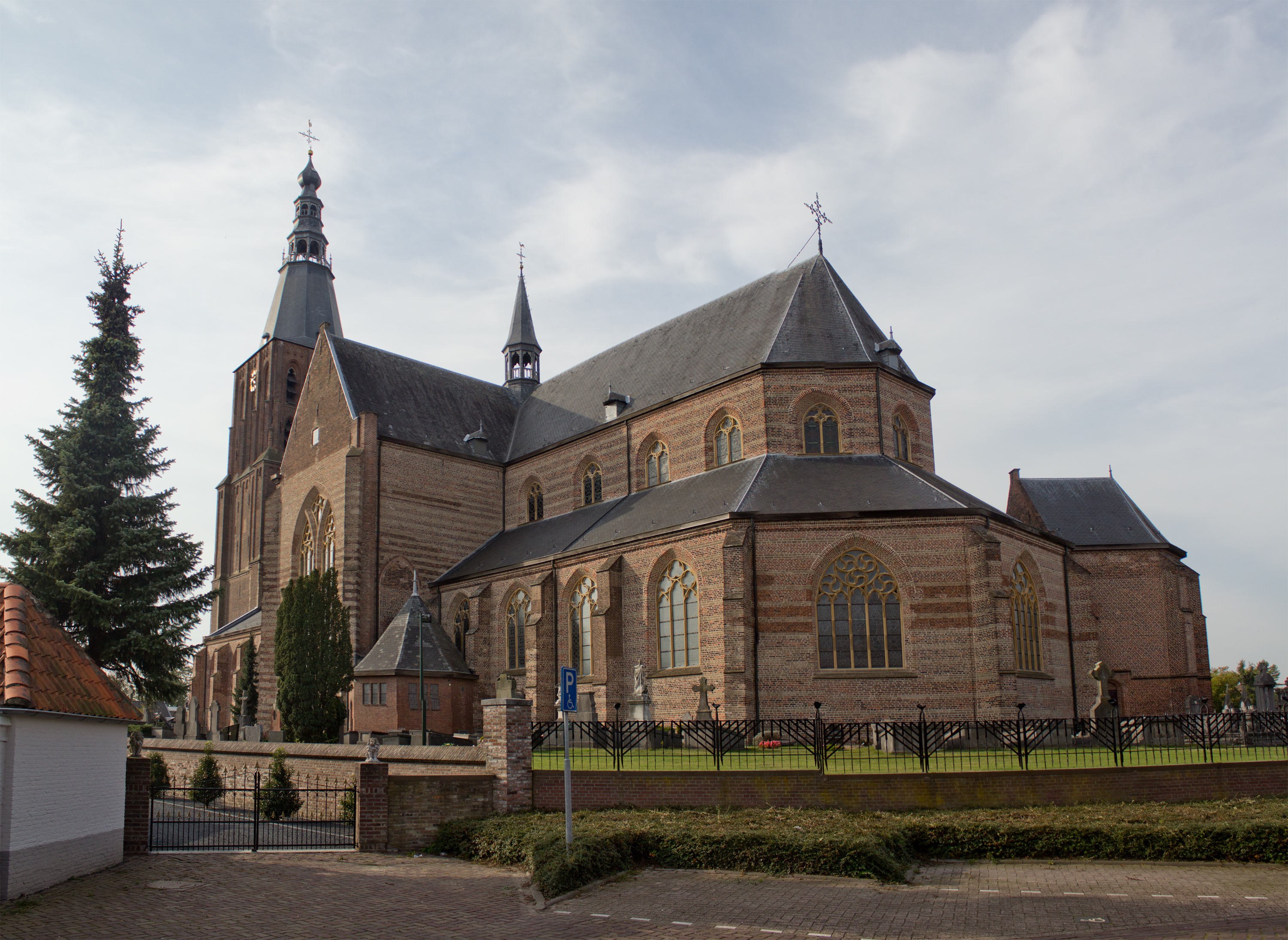
St. Petrus (Boxtel)

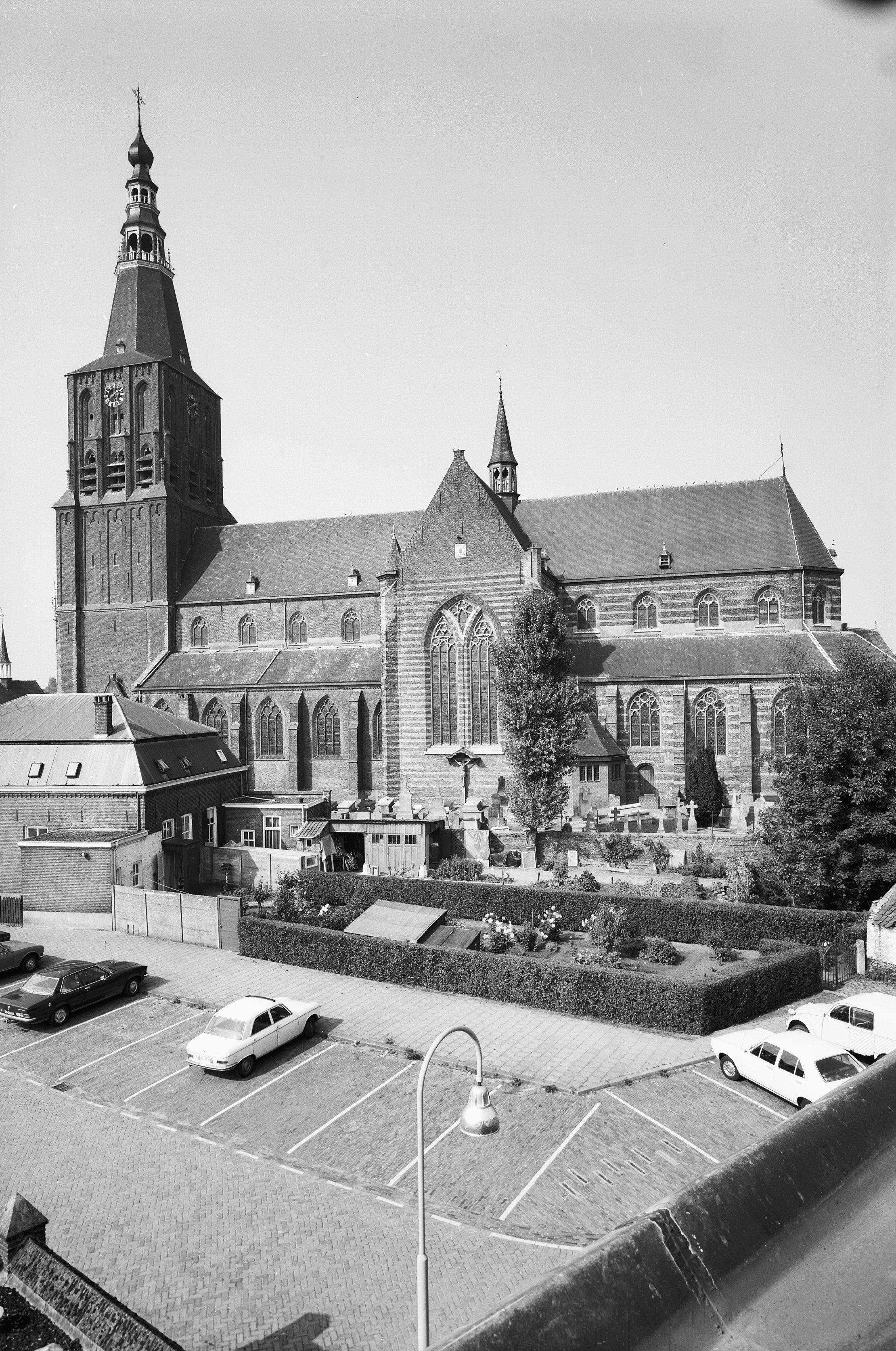
Ansicht von Süden

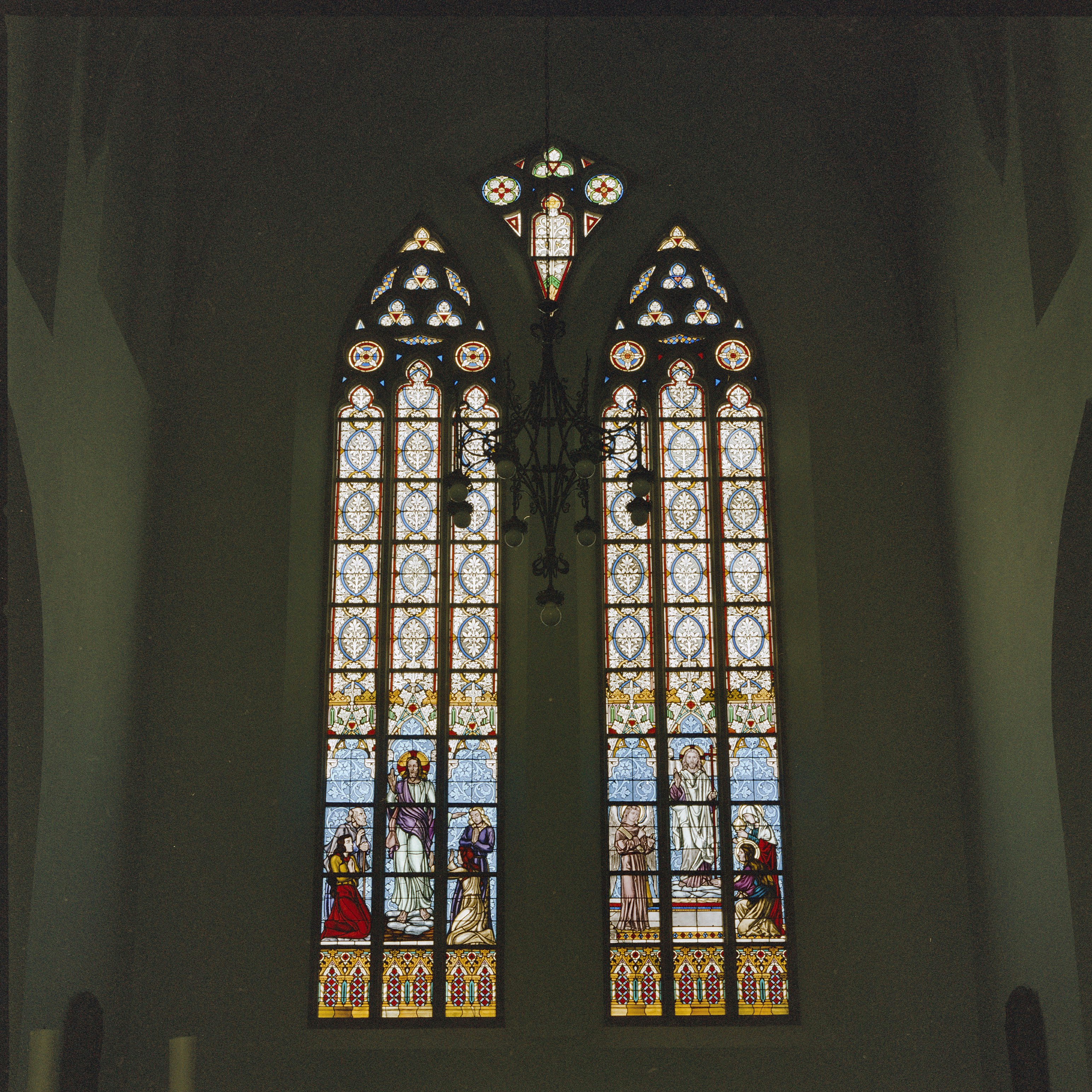
Glasmalerei im Querschiff

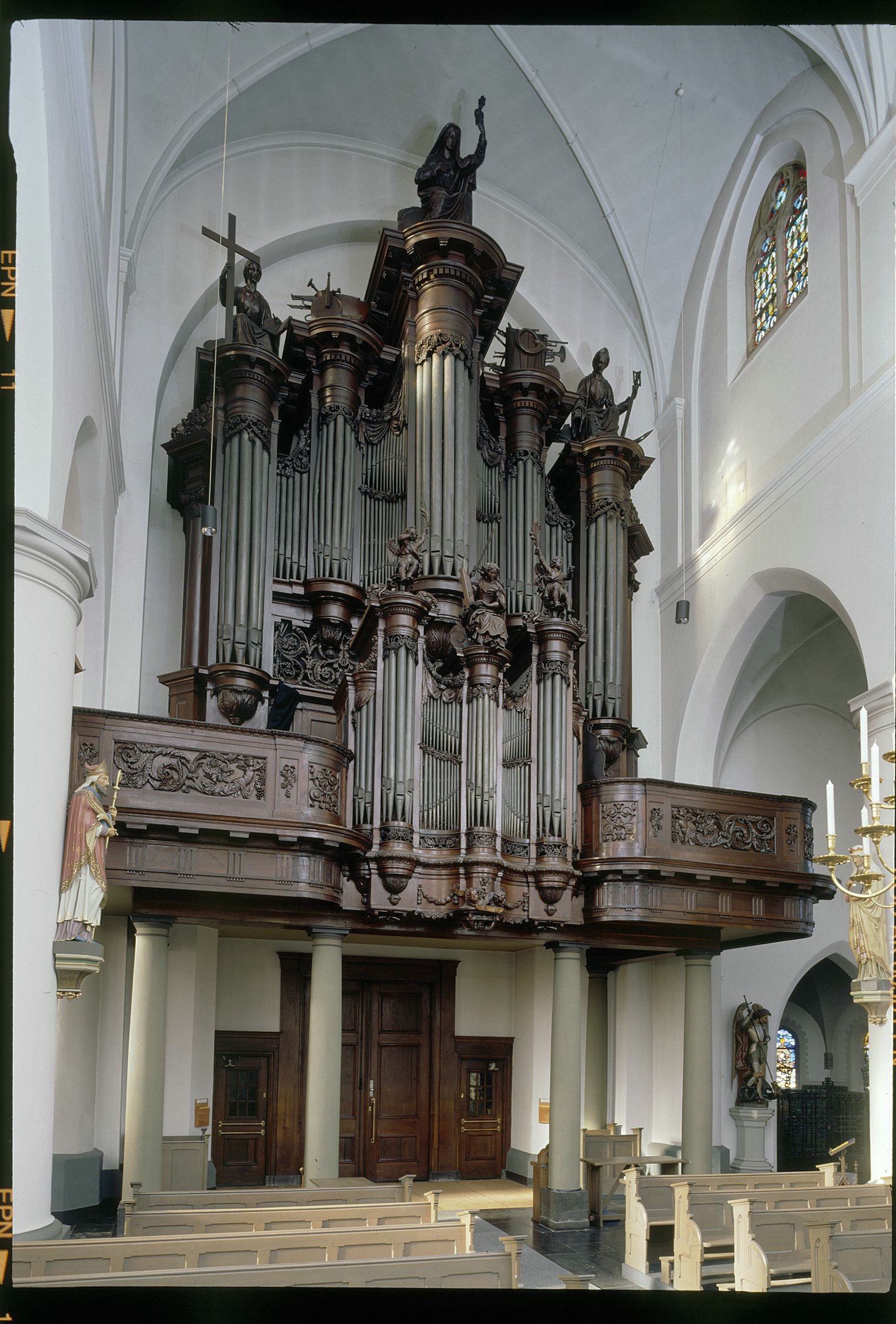
Orgelprospekt mit Rückpositiv

Die katholische St.-Petrus-Basilika (niederländisch Sint-Petrusbasiliek) in Boxtel in der niederländischen Provinz Noord-Brabant ist eine spätgotische kreuzförmige Kirche, die im 15. und 16. Jahrhundert erbaut wurde.
Die Kirche ist auf einem künstlich geschaffenen Kirchenhügel erbaut. Dieser war ursprünglich im Besitz des Herrn von Boxtel. Der künstliche Hügel war notwendig, weil das Gelände, auf dem die Kirche errichtet wurde, durch die Lage am Fluss Dommel zu sumpfig war.

## Geschichte
Die älteste Erwähnung der Kirche stammt aus dem Jahr 1293. Bereits 1290 war von einem Pleban in Boxtel die Rede. Vermutlich wurde um dieses Jahr die erste romanische Kirche gebaut. Es ist denkbar, aber nicht bewiesen, dass ursprünglich eine Burg auf dem Hügel stand, die aufgegeben wurde, als Willem I. von Boxtel die Burg Stapelen erwarb.
Im Jahr 1380 wurde das Heilig-Blut-Wunder anerkannt, was dazu führte, dass viele Pilger nach Boxtel kamen. Deshalb wurde der Chor der Kirche im 14. Jahrhundert im gotischen Stil vergrößert. Die Fundamente wurden im Jahr 1918 entdeckt.
Im 15. Jahrhundert wurde mit dem Bau der neuen Kirche begonnen. Zuerst wurde ein neuer Turm gebaut, dann wurde der alte Turm abgerissen und das Schiff der neuen Kirche gebaut. Für die Specklagen wurde Tuffstein aus der romanischen Kirche verwendet. Zu Beginn des 16. Jahrhunderts, möglicherweise bereits im Jahr 1491 wurde der Altarraum vergrößert und Radialkapellen wurden hinzugefügt. Der Turm stammt wahrscheinlich aus dem Jahr 1469, als eine neue Glocke angeschafft wurde.
Im Jahr 1493 wurde die Kirche zur Stiftskirche erhoben, um den Gottesdienst in der Pfarrkirche des Dorfes Boxtel zu erweitern. Es war das letzte Kapitel, das in Brabant gegründet wurde und bestand aus neun Kanonikern. Dafür musste ein Chorgestühl eingebaut werden.
Im Jahre 1561 wurde eine neue Kapelle des Heiligen Blutes gebaut. Im Jahre 1613 brannte der Turm der Kirche ab.
Im Jahre 1648 wurde die Kirche von den Reformierten übernommen und erhielt eine Funktion im reformierten Gottesdienst. Wegen der geringen Zahl der Gläubigen wurde die Kirche vernachlässigt und 1660 stürzte das Kirchenschiff ein. Am 9. November 1800 stürzte eine weitere Wand des Kirchenschiffs während eines Sturms ein.
Obwohl die Katholiken 1798 ihre Kirche zurückerhielten, entstand ein Streit darüber, ob die bestehende Kirche umgebaut oder eine neue gebaut werden sollte. Während die Reformierten 1812 in ein neues, von Hendrik Verhees entworfenes (und immer noch bestehendes) Kirchengebäude umzogen, nutzten die Katholiken weiterhin ihre beschädigte Kirche. Erst 1823 begannen die Katholiken mit dem Wiederaufbau der Kirche unter der Leitung von Gerrit Heessels. Im Jahr 1827 wurde die erneuerte Kirche eingeweiht.
Im Jahr 1840 begannen Gespräche zwischen Dekan Franciscus de Wijs und Orgelbauer Franciscus Cornelius Smits. Die Smits-Orgel wurde 1842 fertiggestellt, aber die Ornamente wurden erst 1860 hinzugefügt. Die Orgel hat 36 Register auf drei Manualen und Pedal und angeblich so viele Pfeifen wie die Jahreszahl, in dem sie fertiggestellt wurde (1842). Im Kirchturm ist ein Glockenspiel eingebaut.
Im Jahr 1925 wurde die Kirche restauriert und in den 1980er Jahren folgte die Restaurierung des Turms.
Im Jahr 2011 wurde der Petruskirche von der römischen Kongregation für den Gottesdienst der Ehrentitel einer Basilica minor verliehen. Damit wurde diese Kirche zur 23. Basilica minor in den Niederlanden. Innerhalb der römisch-katholischen Kirche ist der Titel „Basilica“ ein Ehrentitel für bedeutende Kirchen.

## Bauwerk
Die Kirche ist eine spätgotische kreuzförmige Basilika. Das Kirchenschiff stammt aus der Mitte des 15. Jahrhunderts, das Querschiff aus der ersten Hälfte des 16. Jahrhunderts und der Chor aus der Zeit um 1500, in dem sich eine Kapelle mit Sakristei befindet. Das Mauerwerk weist Specklagen aus Tuff und Ziegel auf. Der Innenraum ist weiß verputzt und mit Kreuzrippengewölben, Stern- und Netzgewölbe geschlossen.
Der Backsteinturm weicht vom üblichen Stil der Kempener Gotik ab. Es sind keine Strebepfeiler vorhanden. Die Turmspitze stammt aus dem späten 16. Jahrhundert und an der Südseite befindet sich ein Portal aus der Mitte des 16. Jahrhunderts.
Der Innenraum enthält nur wenige Kunstgegenstände; zu beachten sind vor allem die Smits-Orgel von 1842 und eine Statue des Heiligen Petrus aus dem 16. Jahrhundert. Außerdem wurden Überreste einer Renaissance-Empore aus dem Jahr 1608 entdeckt.